# Wymondham (Leicestershire)
Wymondham – wieś w Anglii, w hrabstwie Leicestershire, w dystrykcie Melton. Leży 31 km na północny wschód od miasta Leicester i 146 km na północ od Londynu.